# Barba Azul y sus mujeres
Barba Azul y sus mujeres es una comedia musical de Juan José Alonso Millán, con música de Gregorio García Segura, estrenada en 1980.

## Argumento
Manolo es un solterón madrileño que continuamente da largas a Sagrario, su novia de toda la vida para dar el paso hacia el altar. Inesperadamente conoce ser el último descendiente de la saga de Barba Azul y al fallecer el anterior depositario de la herencia, recibe el don de conquistar a las más bellas mujeres que se cruzan por su camino. Para, finalmente, darse cuenta de que con quien mejor está es con su Sagrario.

## Estreno
- Teatro Príncipe, Madrid, 31 de agosto de 1980.
  - Intérpretes: Manolo Gómez Bur (Manolo), Carmen del Lirio (Sagrario), Marisol Ayuso, Mónica Cano, Beatriz Escudero, Sara Mora, Carmen Roldán, Manuel Aguilar, Nino Bastida, Rafael Guerrero y Francisco A. Valdivia.